# نفيع أبو داود الأعمي
نفيع بن الحارث أبو داود الأعمي الدارمى رواي حديث متروك كذّاب، من الوضّاعين، زعم أنه رأى ثمانية عشر صحابي من أهل بدر.

## روايته للحديث النبوي
- روى عن: أنس بن مالك، والبراء بن عازب، وبريدة الأسلمي، والحارث بن قيس الجعفي، وزيد بن أرقم، وعبد الله بن الزبير، وعبد الله بن سخبرة، وعبد الله بن عباس، وعبد الله بن عمر بن الخطاب، وعمران بن حصين، ومعقل بن يسار، وأبو برزة الأسلمي، وأبي الحمراء مولى النَّبِيّ، وأبي سعيد الخدري.
- روى عنه: إسماعيل بن أبي خالد، وأيوب بن خوط، وخالد بن طهمان أَبُو العلاء الخفاف، وخالد بن ميمون بن الرماح، وزياد بن خيثمة، وأبو الجارود زياد بْن المنذر، وزيد بن أَبي أنيسة، وسفيان الثوري، وسليمان الأعمش، وأبو الأَحوص سلام بْن سليم، وشريك بن عبد الله بن أبي نمر، وشهاب بن شرنفة المجاشعي، والصباح بن موسى، وعائذ الله المجاشعي، وعبادة بن مسلم الفزاري، وعُبَيد بْن أَبي أمية الطنافسي، وعلي بن الحزور، وعِمْران أَبُو عُمَر الأزدي، والعلاء بن المُسَيَّب، ومحمد بن عُبَيد الله العرزمي، ومعن بْن عَبد الرحمن المسعودي، وهمام بن يحيى، والهيثم بن جماز، ويونس بن أبي إسحاق، وأبو إسحاق السبيعي،[1] ومعبد بن هلال.[2]
- الجرح والتعديل: اتُهم بوضع الحديث، فعن همام بن يحيى: «دخل أَبُو داود الأعمى عَلَى قتادة بن دعامة، فلما قام قيل: إن هذا يزعم أنه لقي ثمانية عشر بدريا. فَقَالَ قتادة: هذا كان سائلا قبل الجارف، لا يعرض فِي شيء من هذا ولا يتكلم فيه، فوالله ما حَدَّثَنَا الحسن عَنْ بدري مشافهة، ولا حَدَّثَنَا سعيد بن المسيب، عَنْ بدري مشافهة، إلا عَنْ سعد بن مالك.»، وكان يحيى بن معين وعبد الرحمن بن أبي حاتم لا يُحدّثان عنه، وقال أحمد بن حنبل: «أَبُو داود الأعمى يقول: سمعت العبادلة: ابن عُمَر، وابن عباس، وابن الزبير، ولم يسمع منهم شيئًا.»، وقال يحيى بن معين: «أَبُو داود الأعمى يضع ليس بشيءٍ.»، وقال أبو حاتم الرازي: «منكر الحديث، ضعيف الحديث.»، وقال الترمذي: «يضعف في الحديث.»، وقال النسائي: «متروك الحديث»، وذكره ابن حبان في الضعفاء وقال: «أَبُو داود الأعمى يروي عَنِ الثقات الموضوعات توهما، لا يجوز الاحتجاج به.».[1]